# SUCLG1
SUCLG1 (англ. Succinate-CoA ligase alpha subunit) – білок, який кодується однойменним геном, розташованим у людей на короткому плечі 2-ї хромосоми. Довжина поліпептидного ланцюга білка становить 346 амінокислот, а молекулярна маса — 36 250.
| 10         |  | 20         |  | 30         |  | 40         |  | 50         |
| ---------- |  | ---------- |  | ---------- |  | ---------- |  | ---------- |
| MTATLAAAAD |  | IATMVSGSSG |  | LAAARLLSRS |  | FLLPQNGIRH |  | CSYTASRQHL |
| YVDKNTKIIC |  | QGFTGKQGTF |  | HSQQALEYGT |  | KLVGGTTPGK |  | GGQTHLGLPV |
| FNTVKEAKEQ |  | TGATASVIYV |  | PPPFAAAAIN |  | EAIEAEIPLV |  | VCITEGIPQQ |
| DMVRVKHKLL |  | RQEKTRLIGP |  | NCPGVINPGE |  | CKIGIMPGHI |  | HKKGRIGIVS |
| RSGTLTYEAV |  | HQTTQVGLGQ |  | SLCVGIGGDP |  | FNGTDFIDCL |  | EIFLNDSATE |
| GIILIGEIGG |  | NAEENAAEFL |  | KQHNSGPNSK |  | PVVSFIAGLT |  | APPGRRMGHA |
| GAIIAGGKGG |  | AKEKISALQS |  | AGVVVSMSPA |  | QLGTTIYKEF |  | EKRKML     |

A: Аланін

C: Цистеїн

D: Аспарагінова кислота

E: Глутамінова кислота

F: Фенілаланін

G: Гліцин

H: Гістидин

I: Ізолейцин

K: Лізин

L: Лейцин

M: Метіонін

N: Аспарагін

P: Пролін

Q: Глутамін

R: Аргінін

S: Серин

T: Треонін

V: Валін

Кодований геном білок за функцією належить до лігаз. 
Задіяний у таких біологічних процесах як цикл трикарбонових кислот, поліморфізм, ацетиляція. 
Білок має сайт для зв'язування з нуклеотидами. 
Локалізований у мітохондрії.